# Ohod Club Medina
L'Ohod Al Madina Al Munawara Club (àrab: نادي أحــد, Nādī Uḥud, ‘Club de l'Úhud') és un club de futbol saudita de la ciutat de Medina.

## Història
Fundat el 1936, el darrer cop que jugà a la Saudi Premier League fou la temporada 2004-05, acabant en la darrera posició, baixant a la Saudi First Division. Cal destacar que dos jugadors del club participaren en el Mundial de 1994, Hamzah Idris i Thomas Libiih, per Aràbia i Camerun. Altres futbolistes destacats foren Redha Tukar (1995-2001) i Mohammad Khouja (2003-2005).

## Palmarès
- Copa Príncep Faisal bin Fahd (Divisió 1 i 2):

1994-95
- Segona Divisió (Saudi First Division):[3][4][5]

1980–81, 1983–84, 2003–04